# Ceyranbatan
Ceyranbatan (azerbajdzjanska: Ceyranbatan; tidigare ryska: Джейранбатан: Dzjejranbatan) är en ort i Azerbajdzjan.   Den ligger i distriktet Apsjeron, i den östra delen av landet, 27 km nordväst om huvudstaden Baku. Ceyranbatan ligger 22 meter över havet och antalet invånare är 5 684. Den ligger vid sjön Ceyranbatan Su Anbarı.
Terrängen runt Ceyranbatan är platt, och sluttar norrut. Runt Ceyranbatan är det tätbefolkat, med 762 invånare per kvadratkilometer.. Närmaste större samhälle är Sumgait, 5,3 km norr om Ceyranbatan. 
Omgivningarna runt Ceyranbatan är i huvudsak ett öppet busklandskap.